# Нері Кастільйо
Не́рі Альбе́рто Касті́льйо Конфалоньє́рі (ісп. Nery Alberto Castillo Confalonieri, відоміший як Нері Кастільйо) (*13 червня 1984, Сан-Луїс-Потосі, Мексика) — колишній мексиканський футболіст, півзахисник національної збірної Мексики. Нерідко грав на позиції нападника. Грав за українські «Шахтар» та «Дніпро»

## Клубна кар'єра
Розпочав футбольну кар'єру у юнацькому віці в уругвайському клубі «Данубіо» з Монтевідео. Під час юнацького турніру в Бразилії привернув увагу скаутів європейських клубів. Перебував на оглядинах у «Манчестер Юнайтед», однак перехід до «червоних дияволів» не відбувся через відмову в отриманні дозволу на роботу, необхідного для футболістів, що виступають за англійські клуби.

### «Олімпіакос»
Натомість, у 16-річному віці переїжджає до Греції, де приєднується до юнацької команди «Олімпіакосу», а вже за три роки отримує регулярне місце у головній команді клубу та стає одним з улюбленців місцевих вболівальників.
Згодом футбольна доля Кастільйо ускладнилася. Чуткам про його перехід до міланського «Інтеру» не довелося справдитися, водночас в «Олімпіакосі» відбулася зміна керівництва та був придбаний відомий бразильський півзахисник Рівалдо, що призвело до повернення Кастільйо на лаву запасних. Відносини мексиканця з тренерами та партнерами по команді значно погіршилися і він почав сприйматися як «проблемний» гравець.
На початку 2006 року його батько та агент проводили переговори щодо переходу гравця до мексиканського «Депортиво» з Гвадалахари, який, втім, не відбувся через відсутність зацікавленості з боку «Олімпіакосу».
До того ж гравець вдало провів сезон 2006-07 у грецькому чемпіонаті, повернувши собі місце в основному складі команди та ставши другим у команді за кількістю голів та результативних передач, що спонукало керівництво «Олімпіакосу» подовжити контракт з Кастільйо ще на чотири роки, покращивши його фінансові умови.

### «Шахтар»
Однак вже наприкінці липня 2007 року завершується перехід Кастільйо до донецького «Шахтаря», сума трансферу склала рекордні для українських клубів 27,4 млн.$, з гравцем укладено контракт на п'ять років.
Кастільйо розпочав виступи за новий клуб в чемпіонаті України та у відбірних іграх Ліги чемпіонів УЄФА, свій перший гол у складі «Шахтаря» провів у ворота зальцбурзького «Ред Булла» саме на європейській арені. Втім, перебування Нері у «Шахтарі» було недовгим. Останнім, 12-м матчем у формі «гірників» для мексиканця стала домашня гра проти «Нафтовика» з Охтирки. Під час гри «Шахтар» заробив пенальті, який Кастільйо пробив, не давши підійти до м'яча штатному пенальтисту команди Крістіано Лукареллі та не зважаючи на протести останнього, а також тренера команди Мірчи Луческу. Удар був відбитий воротарем «Нафтовика» Сергієм Величком, а Кастільйо був негайно замінений. Врешті-решт, донецька команда не змогла здолати одного з аутсайдерів чемпіонату, гра скінчилася з рахунком 1:1. Головний тренер «Шахтаря» Мірча Луческу прокоментував епізод з незабитим пенальті, зазначивши:
|  | Те, що зробив Кастільйо, було абсолютно непрофесійним. Я ніколи не бачив нічого подібного у своєму житті. У відношенні до Кастільйо будуть вжиті заходи. Він показав своїми діями, що не хоче тут грати і що його нічого не цікавить. |

Роковий для кар'єри Кастільйо у «Шахтарі» матч відбувся у середині листопада, а вже 15 грудня 2007 року у пресі з'явилися повідомлення про можливий перехід гравця до клубу «Манчестер Сіті» з англійської Прем'єр-ліги на правах оренди.

### «Манчестер Сіті»
18 грудня 2007 року інформація про оренду Кастільйо «Манчестер Сіті» знайшла офіційне підтвердження. Непересічності цьому переходу додали численні повідомлення у пресі, згідно з якими ціна оренди гравця не задовільняла керівництво англійського клубу і, аби угода все ж таки відбулася, Кастільйо особисто заплатив половину цієї суми. Головний тренер «Манчестер Сіті» Свен-Йоран Ерікссон прокоментував вчинок гравця:
|  | Він відчайдушно хотів перейти до нас, перебратися до Англії, виступати у Прем'єр-лізі... Я ніколи не бачив аби гравець особисто оплачував половину свого трансферу. |

Першу гру за «Манчестер Сіті» Кастільйо провів 5 січня 2008 року у третьому раунді Кубка Англії проти «Вест Гем Юнайтед». Але вже у повторному матчі із цим же суперником 16 січня Нері відіграв лише 32 хвилини і був замінений, отримавши перелом плеча. Довгий період відновлення після важкої травми не дозволив гравцю провести повноцінний сезон у новій команді — загальна кількість зіграних у сезоні ігор склала лише 9 (з них 7 — у Прем'єр-лізі), Кастільйо так і не зміг жодного разу відзначитися у воротах противників «Манчестер Сіті». Від початку наступного сезону у «Манчестер Сіті» спостерігався надлишок гравців атакувального плану і Нері навіть не отримав шансу проявити себе на полі у грі основного складу.
Протягом другої половини 2008 року неодноразово повідомлялося про інтерес до гравця з боку низки клубів, серед яких називалися іспанський «Реал Бетіс», італійська «Рома» та мексиканський «Депортиво», однак жодний з цих варіантів продовжання кар'єри Кастільйо не був реалізований, у першу чергу через небажання «Шахтаря», якому належали права на гравця, погоджуватися на пропозиції потенційних покупців.

### Повернення до «Шахтаря»
Нері Кастільйо повернувся до України у січні 2009 року по завершенні терміну оренди в «Манчестер Сіті». Не зважаючи на заяви мексиканця про готовність та бажання виступати у складі віце-чемпіона України, місця у тактичних побудовах Мірчи Луческу йому не знайшлося. Попри включення прізвища гравця до заявочного списку «Шахтаря» для участі у другому колі чемпіонату України 2008—2009 та весняній частини розіграшу Кубка УЄФА 2008—2009, навесні 2009 року він з'явився на полі лише одного разу, у внутрішній першості. Однак формально Кастільйо вважається володарем Кубка УЄФА 2008—2009 у складі «Шахтаря» та срібним призером чемпіонату України того ж сезону.
Протягом перших двох турів чемпіонату України 2009—2010 його навіть не було включено до заявок на гру.

### «Дніпро»
30 червня 2009 року було оголошено про передачу гравця в оренду до дніпропетровського «Дніпра» терміном на один рік з наступним правом викупу його трансферу. Перші два матчі за нову команду розпочинав на лавці запасних, в обох випадках виходив на поле у другому таймі, змінюючи форварда Володимира Гоменюка. Усього протягом сезону 2009—10 лише тричі виходив на поле у складі дніпропетровського клубу. По завершенні терміну оренди повернувся до «Шахтаря», після чого з'явилася інформація, що донецький клуб готовий відмовитися від прав на гравця, надавши йому статус вільного агента. Натомість дончани зберегли за собою права на гравця і його подальші трансфери відбувалися на умовах оренди з «Шахтаря».

### «Чикаго Файр» та «Аріс»
Натомість 17 липня 2010 року інформацію про підписання гравця офіційно повідомив клуб американської футбольної ліги МЛС «Чикаго Файр». Гравець приєднався до цієї команди на умовах оренди з правом подальшого викупу. Втім гравець не виправдав надій керівництва клубу і вже за півроку залишив американський клуб, провівши у його складі усього 8 матчів чемпіонату. 
У січні 2011 року знов таки на умовах оренди відправився до грецького «Аріса», орендний договір був розрахований на півроку, однак вже в квітні того ж року було повідомлено, що термін оренди завершився і, оскільки грецький клуб не має намірів викупати трансфер гравця, той повертається до «Шахтаря».

## Виступи за збірну
Нері Касітльйо мав право виступати за збірні чотирьох країн: Уругваю, громадянство якого має його батько; Італії, звідки походить його мати; Греції, в якій він прожив понад 6 років; а також Мексики, країни, в якій він народився.
Перший виклик отримав до уругвайської збірної гравців віком до 17 років, однак заграний за неї не був. Пізніше зацікавленість у послугах Кастільйо висловлював тренер збірної Греції Отто Рехагель, однак Нері віддав перевагу збірній Мексики.
Дебютував у складі збірної 2 червня 2007 року у грі проти команди Ірану. Перший гол за збірну забив у рамках розіграшу Золотого кубка КОНКАКАФ 2007 року в ворота збірної Куби.
Загалом, станом на лютий 2009 року, у складі національної збірної Мексики провів 19 ігор, забив 6 м'ячів.

## Нагороди та досягнення
- «Олімпіакос»:
  - Грецька Суперліга (4): 2000—2001, 2004—2005, 2005—2006, 2006—2007
  - Кубок Греції (4): 2004—2005, 2005—2006.
- «Шахтар»:
  - володар Кубка УЄФА 2008—2009.
  - Чемпіонат України: 2008—2009, срібний призер.

- Мексика
  - Срібний призер Золотого кубка КОНКАКАФ: 2007
  - Бронзовий призер Кубка Америки: 2007